# 國立雲林科技大學

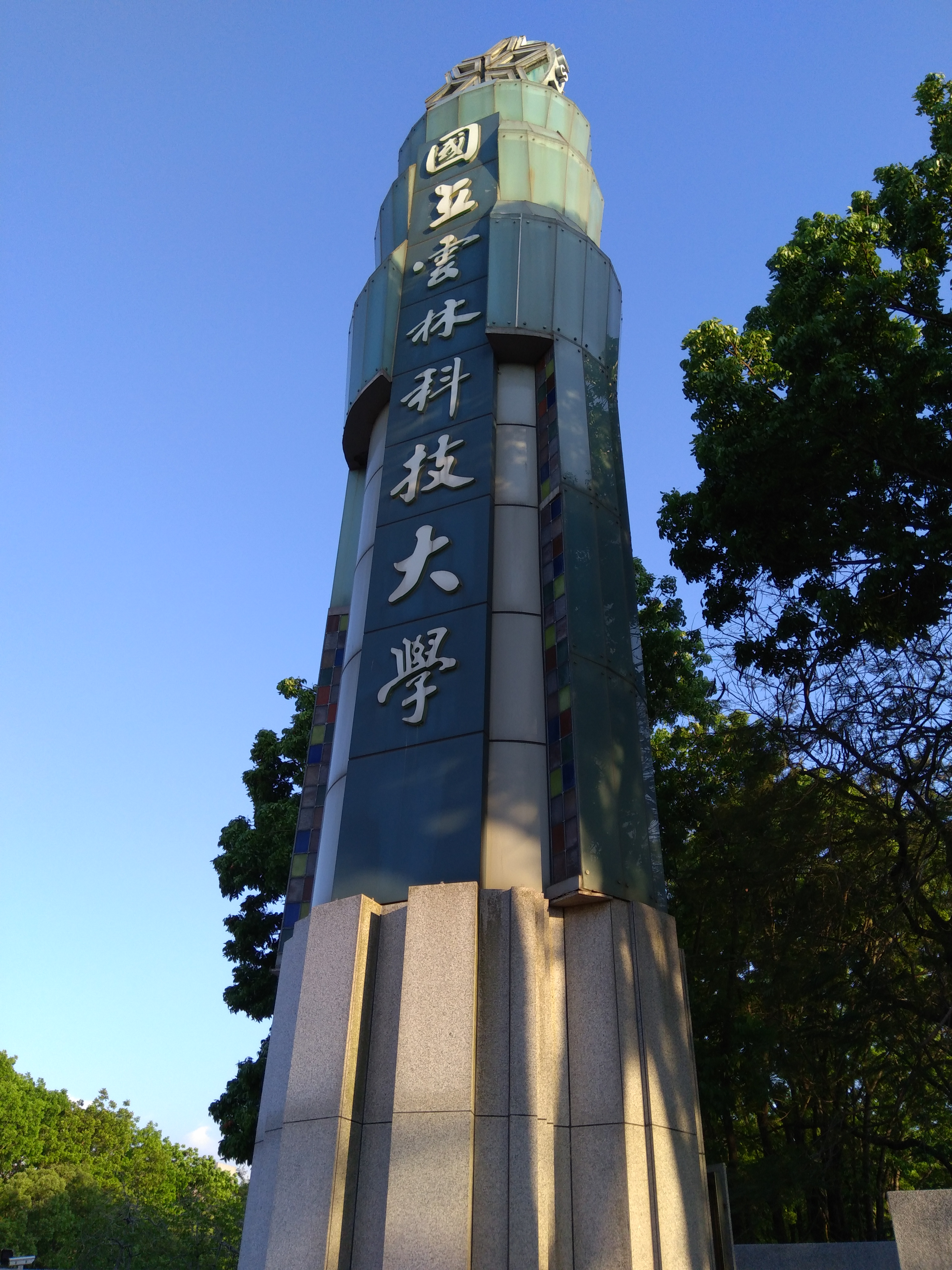
雲科大校標

國立雲林科技大學（英語：National Yunlin University of Science and Technology，簡稱雲科、YunTech、NYUST）是一所位於雲林縣斗六市的國立科技大學，創立於1991年，前身為國立雲林技術學院，1997年改為現名，為臺灣第一批的科技大學，且是少數非經由專科升格改制的學校，現為雲林國立大學聯盟成員。
雲科大以「以創新教學與產業對接為特色的國際知名大學」為發展願景，目前設有工程、管理、設計、人文與科學及未來五個學院、二十六個系所、七個學位學程，以及二十五個產學研究中心。

## 校史沿革
時任雲林縣長許文志就任之初，認為雲林縣內僅有國立雲林工業專科學校一所大專院校，與其他縣市相比懸殊，故發展雲林高等教育水準為當務之急。最初為爭取國立中正大學來雲林建校未如願，因此繼續爭取同級大學之設立，以『為雲林教育發展獻心力，替國家樹人大業立根基』為發展目標。建校初期雲林縣政府提供兩筆土地（斗六大潭段約60公頃、荷苞山約175 公頃）給教育部做為建校選址，而後教育部核定以原先國立中正大學的候選校地斗六大潭段為校址辦理技術學院建立，校地面積共 56.1055 公頃，其中 52.1219公頃由台灣糖業股份有限公司無償提供土地協助興建。另雲林縣立雲林國民中學也因國立雲林技術學院設校而必須進行遷校。

### 國立雲林技術學院 (1989-1997)

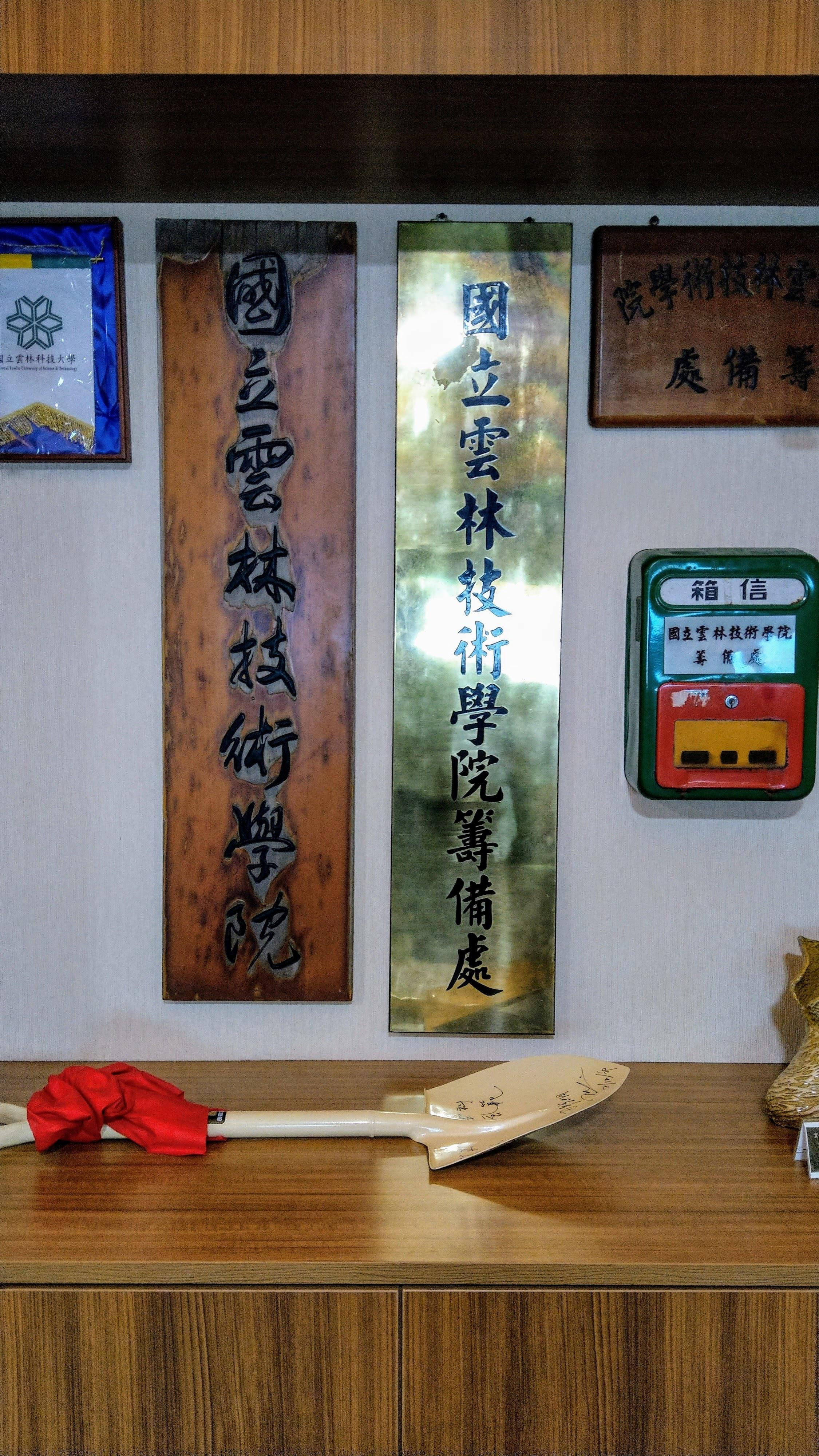
國立雲林技術學院牌

1989年8月1日由行政院核定成立籌備處，並由教育部核准設立『國立雲林技術學院』。並派任時任國立臺北工業專科學校校長張文雄博士為籌備主任。為初期籌備工作進行方便起見，另借國立清華大學於台北市麗水街17巷4之1號1樓之教授招待所，為籌備處台北辦事處。並且由1990年8月10日，舉行建校第一期工程奠基破土典禮，建築、土木、水電工程陸續開始動工。
1991年3月23日總統李登輝蒞校巡視工程進度，副秘書長邱進益、省主席連戰、教育部技職司長林聰明與雲林縣長廖泉裕隨行蒞校。
1991年7月1日國立雲林技術學院正式成立時招收 352名新生，並以籌備主任張文雄為首任校長。同年8月1日建校第一期工程竣工，初期設置八個系所，機械工程、電機工程、電子工程、工業管理、企業管理、資訊管理、工業設計及商業設計。
1997年8月1日配合教育部「績優專校改制技術學院附設專科部申請辦法」鼓勵辦學績優學校改制技術學院，因此由國立雲林技術學院更名為國立雲林科技大學，與「國立臺灣科技大學」、「朝陽科技大學」為台灣首批技術學院改制成功的科技大學。

### 國立雲林科技大學 (1997-現在)
2001年張文雄校長退休，由林聰明博士接任為第二任校長，並以「建構人文學習環境，全力推動產業化、e化、國際化」為目標。
2005年Cheers雜誌在最佳大學指南中，雲林科技大學重視學生培育，在培育學生成本及研究風氣培所投入的每人費用位居全國第9名。
2010年雲林縣政府指定雲林科技大學校內建築雲旭樓為雲林縣縣定古蹟，該棟原為雲林縣立雲林國民中學校舍。
2018年國立雲林科技大學與國立臺灣大學雲林分校、國立虎尾科技大學簽署合作備忘錄成立雲林國立大學聯盟。

## 歷任校長
| 排序 | 校長   | 任期          | 經歷 | 現任                                |
| 1    | 張文雄 | 1991年─2001年 | 國立高雄工業專科學校校長 國立台北工業專科學校校長 龍華科技大學校長 | 退休 2016辭世                       |
| 2    | 林聰明 | 2001年─2009年 | 國立台灣科技大學教授 教育部政務次長 教育部技職司司長 行政院勞委會職訓局局長 | 退休 南華大學名譽校長               |
| 3    | 楊永斌 | 2009年─2013年 | 國立台灣大學工學院院長 香港城市大學建築系講座教授 | 奧地利國家科學院院士 中國工程院院士 |
| 4    | 侯春看 | 2013年─2017年 | 國立雲林科技大學副校長 國立雲林科技大學機械工程系教授 | 退休                                |
| 5    | 楊能舒 | 2017年─2025年 | 國立雲林科技大學副校長 國立雲林科技大學教務長 國立雲林科技大學學務長 國立雲林科技大學工業管理系主任 國立雲林科技大學工業工程與管理系教授 中原大學工業工程系副教授 食品工業發展研究院機械組助理研究員 | 退休                                |
| 6    | 張傳育 | 2025年─迄今   | 工業技術研究院服務系統科技中心 副執行長、技術長、數位長 國立雲林科技大學資訊工程系特聘教授 國立雲林科技大學研究發展處研發長 國立雲林科技大學智慧辨識產業服務研究中心主任                             | 現任校長                            |

## 校內組織單位

### 行政單位
| 行政單位 | 校長室     | 副校長室 | 教務處 |
| 行政單位 | 學務處     | 總務處   | 研發處 |
| 行政單位 | 國際事務處 | 產學處   | 秘書室 |
| 行政單位 | 人事室     | 主計室   | 稽核室 |
| 行政單位 | 體育室     | 圖書館   |        |

### 校級中心及委員會
| 行政中心 | 資訊中心     | 校務發展中心 | 諮商輔導中心     |
| 行政中心 | 推廣教育中心 | 語言中心     | 環境安全科技中心 |
| 行政中心 | 藝術中心     | 教學卓越中心 |                  |

| 委員會 | 課程委員會         | 學生申訴評議委員會 | 學生獎懲審議委員會   |
| 委員會 | 教師申訴評議委員會 | 教師評審委員會     | 通識與共同教育委員會 |
| 委員會 | 職員甄審委員會     | 經費稽核委員會     | 性別平等教育委員會   |
| 委員會 | 專利審查委員會     |                    |                      |

### 教學單位
| 學院           | 科系名稱                                                    | 科系名稱（中文）         |
| 工程學院       | Graduate School of Engineering Science and Technology       | 工程科技研究所           |
| 工程學院       | Mechanical Engineering                                      | 機械工程系               |
| 工程學院       | Electrical Engineering                                      | 電機工程系               |
| 工程學院       | Electronic Engineering                                      | 電子工程系               |
| 工程學院       | Safety Health and Environmental Engineering                 | 環境與安全衛生工程系     |
| 工程學院       | Chemical and Materials Engineering                          | 化學工程與材料工程系     |
| 工程學院       | Civil and Construction Engineering                          | 營建工程系               |
| 工程學院       | Computer Science and Information Engineering                | 資訊工程系               |
| 管理學院       | Business Administration                                     | 企業管理系               |
| 管理學院       | Industrial Engineering and Management                       | 工業工程與管理系         |
| 管理學院       | Information Management                                      | 資訊管理系               |
| 管理學院       | Finance                                                     | 財務金融系               |
| 管理學院       | Accounting                                                  | 會計系                   |
| 管理學院       | International Graduate Institute of Artificial Intelligence | 國際人工智慧管理研究所   |
| 管理學院       | International Business Administration                       | 國際管理學士學位學程     |
| 管理學院       | Master Program in Entrepreneurial Management (EMMBA)        | 創業管理碩士學位學程     |
| 管理學院       | Doctoral Program in Industrial Management                   | 產業經營專業博士學位學程 |
| 管理學院       | Executive Master Program in Business Administration         | 高階管理碩士學位學程     |
| 管理學院       | Bechelor Program in Business and Management                 | 工商管理學士學位學程     |
| 設計學院       | Graduate School of Design, Master & Doctoral Program.       | 設計學研究所             |
| 設計學院       | Industrial Design                                           | 工業設計系               |
| 設計學院       | Visual Communication Design                                 | 視覺傳達設計系           |
| 設計學院       | Architecture & Interior Design                              | 建築與室內設計系         |
| 設計學院       | Digital Media Design                                        | 數位媒體設計系           |
| 設計學院       | Creative Design                                             | 創意生活設計系           |
| 人文與科學學院 | Applied Foreign Languages                                   | 應用外語系               |
| 人文與科學學院 | Cultural Heritage Conservation                              | 文化資產維護系           |
| 人文與科學學院 | Graduate School of Technological and Vocational Education   | 技術及職業教育研究所     |
| 人文與科學學院 | Graduate School of Applied Chinese Studies                  | 漢學應用研究所           |
| 人文與科學學院 | Graduate School of Science and Technology Law               | 科技法律研究所           |
| 人文與科學學院 | Graduate School of Leisure and Exercise Studies             | 休閒運動研究所           |
| 人文與科學學院 | Graduate School of Materials Science                        | 材料科技研究所           |
| 人文與科學學院 | Teacher Education Center                                    | 師資培育中心             |
| 未來學院       | Graduated School of Intelligent Data Science                | 智慧數據科學研究所       |
| 未來學院       | General Education Center                                    | 通識教育中心             |
| 未來學院       | Bechelor Program in Interdisciplinary Studies               | 前瞻學士學位學程         |
| 未來學院       | Bachelor Program in Industrial Projects (BPIP)              | 產業專案學士學位學程     |
| 未來學院       | Bachetor Program in Industrial Technology (BPIT)            | 產業科技學士學位學程     |

### 研究單位
| 產學類       | 產學與智財育成營運中心         | 區域產學合作中心                   |
| 產學類       | 環境事故應變諮詢中心           | 永續發展與社會實踐研究中心         |
| 產學類       | 電力電子與永續能源技術研發中心 | 自造者中心（創意工廠）             |
| 產學類       | 客家研究中心                   | PBL中心                            |
| 工程類       | 水土資源及防災科技研究中心     | 精密儀器中心                       |
| 工程類       | 工業污染防治研究中心           | 營建技術服務暨材料檢測中心         |
| 工程類       | 製程安全與產業防災中心         | 防火工程暨檢測中心                 |
| 工程類       | 智慧辨識產業服務研究中心       |                                    |
| 管理類       | 商業自動化中心                 | 經營與管理研究中心                 |
| 設計類       | 設計研究中心                   | 城鄉發展暨環境規劃中心             |
| 設計類       | 創意整合設計中心               | 品牌整合傳播設計中心               |
| 人文與科學類 | 台灣自旋科技研究中心           | 專利侵害鑑定中心及科技法律諮詢中心 |
| 人文與科學類 | 台灣文化資產修復與研究中心     | 雲林教育服務中心                   |
| 未來科技類   | 未來科技研究中心               |                                    |

## 學術排名與社會聲望
2024 年泰晤士世界大學排名（THE）世界大學影響力排名第101-200名，台灣排名第6名。

2024 年US NEWS（US NEWS）全球最佳大學排名第851名，台灣排名第7名。

2024 年泰晤士世界大學排名（THE）全球最佳年輕大學排名第143名，台灣排名第6名。

2024 年泰晤士世界大學排名（THE）世界大學工程領域排名第401-500名。

2024 年泰晤士世界大學排名（THE）亞洲地區大學排名第 141 名。

2022 年世界大學學術排名學術教育排名全球第 301-400 名。

## 校園環境
國立雲林科技大學座落於雲林縣斗六市，校園範圍北面大學路三段，東面中山路，南面仁義，西面四維，佔地約56.1公頃，公路系統與台78線古坑交流道、國道1號、國道3號鄰近。代表性的雲夢湖位於南面鄰近學生宿舍，而鄰近創意工場的荷花池每年5月-10月賞荷季節，池畔會開滿大量荷花。國立雲林科技大學部分校園設施已被列入縣定古蹟，如原為雲林國中校舍的雲旭樓，即為雲林縣首建的第一批國中校舍。

### 雲泰表演廳
為雲林縣國家級表演廳場地，建築造型為扇形特色，並於2021年12月整建竣工。目前廳內可容客數為1,400人，屬於中等規模的多功能展演廳。
雲泰表演廳前身為1994年興建的大禮堂，最初功能以演講廳為主，2018年財團法人豐泰文教基金會與雲林科技大學簽署捐贈備忘錄。雲泰為 YunTech 的諧音，雲為雲彩、眾多之意，亦象徵雲林科技大學；泰，是平安通達與極大之意。

### 藝術中心與圖書館大樓
藝術中心緊鄰校內主要圖書館，以成為中區藝術文化共創與推動基地為目標，除了結合國際學術及文物交流，推廣和蒐集符合典藏發展特色之國際典藏，醞釀校內文化資源，向外鍵結邀請國際藝術家駐校作，辦理國際工作坊、展演或講座，構築校園美學經濟與資產，描繪藝術人文特質之學校特色藍圖，為師生、藝術家與社區提供良好的交流與互動平台。 

### 雲旭樓
位於工程學院大樓旁邊，雲旭樓原為民國五十七年雲林國中創校時的第一棟校舍，為了雲科大的整體規劃，雲林國中遷至現址斗六市明德路重建校園。在遷移後，留在雲科內僅剩蔣公肖像及雲旭樓，2010年，文資系學生發表「雲旭樓修復再利用規劃方案報告」透過雲科大學生們和保存維護聯盟及在地人士的努力，讓雲旭樓得以保存，使雲科成為首座最年輕卻擁有古蹟的科技大學。

### 設計學院三館大樓
位於中軸道旁，基地北面的綠化與設計一館北邊的植栽行成綠帶的延續，南邊入口廣場連接文理大道及設計一館的入口，並由行人步道連接至東邊運動場，使校園各區之開放空間及活動得以串連。

### 雲科九景
雲科大綠樹成蔭且洋溢人文氣息，每年有許多遊客進入校園參觀，因此學校特別選出了雲科九景，作為校園內的參觀標的。
- 雲夢湖：鄰近學生餐廳及活動中心，兩旁種植樹木和花草，有時有鵝鴨優游。
- 荷花池：為宿舍區學生上課必經的路，每年5月-10月賞荷季節，池畔會開滿大量荷花。
- 觀雲閣：這座水塔只供應學生宿舍使用。平時水塔是不能進入的，但是每年水塔會配合校慶活動開放參觀。
- 雲科精神：位於大禮堂迴廊草皮旁，以細長的紅色及白色柱子垂直交錯構成，而鐘塔的正上方由6個大鐘和6個小鐘，共12個鐘組成。
- 雲湧八方：位於為校門口前方的大型水池。
- 青大草原：緊鄰管理學院，上方有紅色及綠色的大型裝置藝術。
- 龍潭藝文廣場：位於龍潭路旁邊，鄰近圖書館、藝文中心及大禮堂。
- 扶輪園：鄰近宿舍，以小橋流水小路彎彎為設計，兼具自然景觀與南洋風味。在雲夢湖下游河道進行水質淨化，形成生生不息的自然生態區域。
- 時空膠囊：以誠敬恆新的校訓為基石，於創校20週年時期，進行「時光膠囊」封存活動聞明，因鄰近圖書館因此成為學生休憩的場地。[65]

### 龍潭路
龍潭路橫貫雲林科技大學的校園中，是雲科學生通勤時必經的道路，附近生活機能方便，甚至過去有學生社團將龍潭路道路寫成歌曲『龍潭路Long Tan Road』。而早期因為紅磚鋪設年久失修常常發生車禍，直至2016年9月重新鋪設了柏油路整修才改善危險的問題。龍潭路土地所有權為雲科大，路權管理單位為雲林縣政府，養護單位則屬斗六市公所。

。

### 交通：高鐵快捷公車
全程行車里數約19.6公里，全程行車時間約45分。
- 管理學院
- 工程學院
- 設計學院
- 未來學院
- 雲夢湖
- 觀雲閣
- 大禮堂與鐘塔
- 圖書館外

| 1 | 學生宿舍區及學生活動中心連通橋 |
| 2 | 雲夢湖                         |

| 3 | 學生活動中心 |
| 4 | 國際園地     |

| 1 | 學生宿舍區及學生活動中心連通橋 |
| 2 | 雲夢湖                         |

| 3 | 學生活動中心 |
| 4 | 國際園地     |

## 學生社團
校內所有社團均由課外活動指導組管理

### 自治性
學生自治會

### 學藝性
專業技能類：攝影社、陶藝社、咖啡研習社、塔羅牌研習社、機車動力機械研究社、機器人研究社、金融投資研究社、織繡社、資訊創客社、德州撲克競技社
信仰學習類：信望愛社、福智青年社、大願禪學社、領袖社、喜信社、崇德青年社
同好共享類：櫻華社

### 康樂性
音樂類：國樂社、雲響管樂社、吉他社、歌唱技巧研究社、熱門音樂社、鋼琴社
綜藝類：熱門舞蹈社、K-POP舞蹈社、競技啦啦社、熾舞社、軍事模擬研究社、戲劇社、魔幻社、嘻哈研究社、棋藝社、魔術方塊社
體育類：棒球隊、足球隊、桌球隊、田徑隊、柔道隊、游泳隊、女子排球隊、單車社、溜冰社、法式滾球社、射箭社、羽球社、網球社、拳擊社、壘球社、瓶蓋棒球社、桌球社、滑板社

### 服務性
聆韻社、春暉社、雲大羅浮群、雲大慈青社、紅筠攜手社、汪汪社、親善大使服務團、諮商輔導志工團、小星星週六課輔志工團

### 聯誼性
畢業生聯誼會、國際留學生社

### 綜合性
各科系系學會

### 外部連結
- 國立雲林科技大學 （页面存档备份，存于）
- 國立雲林科技大學的Facebook專頁
- YouTube上的國立雲林科技大學頻道
- 國立雲林科技大學的Instagram帳戶

智慧辨識產業服務研究中心
- 國立雲林科技大學智慧辨識產業服務研究中心 （页面存档备份，存于）
- 國立雲林科技大學智慧辨識產業服務研究中心的Facebook專頁
- YouTube上的國立雲林科技大學智慧辨識產業服務研究中心頻道

### 引用
1. ↑  . 國立雲林科技大學.   [2018-01-03]. （原始内容存档于2020-06-30）.
2. ↑  .   [2022-08-12]. （原始内容存档于2023-02-10）.
3. ↑  .   [2022-08-13]. （原始内容存档于2022-08-16）.
4. ↑  技專校院入學測驗中心. . www.tcte.edu.tw.   [2022-01-15]. （原始内容存档于2022-01-15）.
5. ↑  Active AWS Academy Member Institutions
6. ↑  . 中央通訊社.   [2021-12-16]. （原始内容存档于2021-12-16） （中文（臺灣））.
7. ↑   (PDF).   [2022-08-12]. （原始内容存档 (PDF)于2022-06-22）.
8. ↑  .   [2022-08-14]. （原始内容存档于2022-06-02）.
9. ↑   (PDF).   [2022-08-14]. （原始内容存档 (PDF)于2023-01-19）.
10. ↑  .   [2022-08-14]. （原始内容存档于2022-08-14）.
11. ↑  .   [2022-08-14]. （原始内容存档于2022-08-14）.
12. ↑  李侑珊. . 旺報. 2018-12-06. （原始内容存档于2020-04-16）.
13. ↑  .   [2022-08-15]. （原始内容存档于2023-02-10）.
14. ↑  .   [2022-08-15]. （原始内容存档于2023-02-10）.
15. ↑  .   [2022-08-15]. （原始内容存档于2023-02-10）.
16. ↑  .   [2022-08-15]. （原始内容存档于2023-03-08）.
17. ↑  .   [2022-08-15]. （原始内容存档于2023-02-05）.
18. ↑  .   [2022-08-15]. （原始内容存档于2023-02-10）.
19. ↑  .   [2022-08-15]. （原始内容存档于2023-02-10）.
20. ↑  .   [2022-08-15]. （原始内容存档于2023-02-10）.
21. ↑  .   [2022-08-15]. （原始内容存档于2023-03-13）.
22. ↑  .   [2022-08-15]. （原始内容存档于2023-02-10）.
23. ↑  .   [2022-08-15]. （原始内容存档于2023-02-10）.
24. ↑  .   [2022-08-15]. （原始内容存档于2022-12-10）.
25. ↑  .   [2022-08-15]. （原始内容存档于2023-02-10）.
26. ↑  .   [2022-08-15]. （原始内容存档于2023-02-10）.
27. ↑  .   [2022-08-15]. （原始内容存档于2022-03-04）.
28. ↑  .   [2022-08-15]. （原始内容存档于2023-02-10）.
29. ↑  .   [2022-08-15]. （原始内容存档于2023-02-10）.
30. ↑  .   [2022-08-15]. （原始内容存档于2023-02-10）.
31. ↑  .   [2022-08-15]. （原始内容存档于2023-02-10）.
32. ↑  .   [2022-08-15]. （原始内容存档于2023-03-11）.
33. ↑  .   [2022-08-15]. （原始内容存档于2023-03-02）.
34. ↑  .   [2022-08-15]. （原始内容存档于2023-02-06）.
35. ↑  .   [2022-08-15]. （原始内容存档于2023-02-10）.
36. ↑  .   [2022-08-15]. （原始内容存档于2023-02-10）.
37. ↑  .   [2022-08-15]. （原始内容存档于2023-02-10）.
38. ↑  .   [2022-08-15]. （原始内容存档于2022-08-15）.
39. ↑  .   [2022-08-15]. （原始内容存档于2023-02-10）.
40. ↑  .   [2022-08-15]. （原始内容存档于2023-02-10）.
41. ↑  .   [2022-08-15]. （原始内容存档于2023-02-10）.
42. ↑  .   [2022-08-15]. （原始内容存档于2023-02-10）.
43. ↑  .   [2022-08-15]. （原始内容存档于2023-02-10）.
44. ↑  .   [2022-08-15]. （原始内容存档于2023-02-10）.
45. ↑  .   [2022-08-15]. （原始内容存档于2023-02-10）.
46. ↑  .   [2022-08-15]. （原始内容存档于2023-02-10）.
47. ↑  .   [2022-08-15]. （原始内容存档于2023-02-10）.
48. ↑  .   [2022-08-15]. （原始内容存档于2023-02-10）.
49. ↑  .   [2022-08-15]. （原始内容存档于2023-03-13）.
50. ↑  .   [2022-08-15]. （原始内容存档于2023-02-10）.
51. 1 2  .   [2022-10-13]. （原始内容存档于2020-01-30）.
52. 1 2  .   [2022-10-13]. （原始内容存档于2022-09-27） （英语）.
53. ↑  .   [2022-10-13]. （原始内容存档于2018-01-25）.
54. 1 2 3  .   [2022-10-13]. （原始内容存档于2022-04-06） （英语）.
55. ↑  .   [2022-08-12]. （原始内容存档于2019-06-26） （英语）.
56. 1 2 3 4  .   [2022-08-12]. （原始内容存档于2014-10-28） （英语）.
57. ↑  .   [2022-08-12]. （原始内容存档于2022-08-12） （英语）.
58. ↑  THE. .   [2022-08-12]. （原始内容存档于2020-11-19） （英语）.
59. ↑  THE. .   [2022-08-12]. （原始内容存档于2019-06-26） （英语）.
60. ↑  {{cite web|title=World University Rankings by engineer & technologysubject|url=https://www.timeshighereducation.com/world-university-rankings （页面存档备份，存于）
61. ↑  THE. .   [2022-08-12]. （原始内容存档于2022-08-12） （英语）.
62. ↑  THE. .   [2022-08-12]. （原始内容存档于2023-03-13） （英语）.
63. 1 2 3  . yuntechhall.wixsite.com.   [2024-05-30]. （原始内容存档于2024-05-30）.
64. ↑  .   [2022-08-15]. （原始内容存档于2022-09-25）.
65. ↑  .   [2022-08-15]. （原始内容存档于2022-12-09）.
66. ↑  .   [2022-08-15]. （原始内容存档于2022-08-15）.
67. ↑  雲林縣政府新聞處-公共關係科. . www.yunlin.gov.tw (雲林縣政府). 2015-11-13  [2022-01-14]. （原始内容存档于2022-01-15） （中文（臺灣））.

## 参見
- 台灣大專院校列表
- 科技大學 (臺灣學制)
- 臺灣大專院校整併